# Апачинские источники
Апачинские источники — минеральные горячие источники в южной части полуострова Камчатка. Находятся в Усть-Большерецком районе Камчатского края России.
Впервые упомянуты в исследованиях ссыльного врача Б. И. Дыбовского в 1879 году.
Расположены в долине реки Шиковой на левобережье, в 15 км юго-восточнее села Апача. Источники состоят из 13 грифонов разной мощности. В местах выхода гидротермальные потоки образовали четыре углубления диаметром 2-4 м и глубиной 1 − 2 м, на дне которых выходят по 2-3 струи горячей воды с температурой 56-72 °C.
Общий дебит источников 11,5 л/с. Химический состав воды гидрокарбонатно-хлоридный натриевый с минерализацией 0,71 г/л и содержанием кремниевой кислоты — 0,125 г/л, борной кислоты — 0,074 г/л. В небольшом количестве в воде также присутствуют бор, железо, литий, алюминий.
Апачинские источники являются местом обитания редкого вида растений ореорхиса раскидистого (Oreorchis patens) и других охраняемых видов растений, приуроченных на Камчатке к термальным местообитаниям.